# کارلی پایپر
کارلی پیپر (به انگلیسی: Carly Piper) (زادهٔ ۲۳ سپتامبر ۱۹۸۳) شناگر اهل ایالات متحده آمریکا است.